# Xindi (Flöte)
Xindi (chinesisch 新笛, Pinyin xīndí – „neue Flöte“) ist eine in der chinesischen Musik gespielte Querflöte aus Bambus, die in den 1930er Jahren aus der klassischen chinesischen dizi entwickelt wurde. Die xindi ist ein vollchromatisches Musikinstrument mit 11 Grifflöchern, dem die bei der dizi und anderen asiatischen Flöten vorhandene Schwingungsmembran (Mirliton, dimo) üblicherweise fehlt.